# トニー・ハンター (アメリカンフットボール)
トニー・ハンター（Tony Hunter、1960年5月22日 - 2024年6月11日）はオハイオ州シンシナティ出身のアメリカンフットボール選手。ポジションはタイトエンド。

## 経歴
ノートルダム大学時代、オールアメリカンに選ばれた。
1983年のNFLドラフト1巡全体12位でバッファロー・ビルズに指名された。ビルズはこの年、2つの1巡指名権を持っており、全体14位でジム・ケリーを指名した。
ビルズでは2年間で12試合に先発出場、69回のパスレシーブで733ヤード、5TDに終わった。
1985年にビルズのゼネラルマネージャーに就任したビル・ポリアンによって、ロサンゼルス・ラムズのドラフト3巡指名権、QBヴィンス・フェラガモとトレードされた。同年11月のニューオーリンズ・セインツ戦では6回のレシーブで113ヤードを獲得、1TDをあげて、28-10の勝利に貢献した。この年、9試合に先発し、50回のレシーブで562ヤードを獲得、4TDをあげた。
すねの負傷により、1986年の第7週を最後にプレーから遠ざかった。
1987年7月、ラムズと契約延長を果たしたが、8月29日、ラムズからウェーバーされた。
1989年6月、サンディエゴ・チャージャーズと契約を結んだが、8月下旬に解雇された。
2024年6月11日に死去。64歳没。